# Woustviller
 Woustviller  es una población y comuna francesa, en la región de Lorena, departamento de Mosela, en el distrito de Sarreguemines y cantón de Sarreguemines-Campagne.

## Demografía
| 574 | 736 | 1107 | 1970 | 2875 | 3311 | 3146 |
| Para los censos de 1962 a 1999 la población legal corresponde a la población sin duplicidades (Fuente: INSEE [Consultar]) |     |      |      |      |      |      |